# نوح بين
نوح بين (بالإنجليزية: Noah Bean)‏ مواليد 20 أغسطس 1978 في بوسطن، هو ممثل أمريكي بدأ مسيرته الفنية عام 1998.

## الأعمال
- إد
- نمبرز
- كان ياما كان

## وصلات خارجية
- نوح بين على موقع IMDb (الإنجليزية)
- نوح بين على موقع ألو سيني (الفرنسية)
- نوح بين على موقع أول موفي (الإنجليزية)
- نوح بين على موقع قاعدة بيانات الأفلام السويدية (السويدية)
- نوح بين على موقع قاعدة بيانات الفيلم (الإنجليزية)
- نوح بين على موقع كينوبويسك (الروسية)